# 霍姆斯峰
霍姆斯峰（英語：Holmes Summit）是南極洲的山峰，位於科茨地，屬於沙克爾頓山脈的一部分，海拔高度1,875米，是里德山脈的最高點，在1967年由美國海軍拍攝空中照片，現時由南極條約體系管理。
80°40′S 24°40′W / 80.667°S 24.667°W